# هیروکو سوزوکی (صداپیشه)
هیروکو سوزوکی (انگلیسی: Hiroko Suzuki; ۱۰ فوریهٔ ۱۹۴۴ – ) صداپیشه، بازیگر، و بازیگر خردسال اهل ژاپن بود. وی از سال ۱۹۵۰ میلادی تاکنون مشغول فعالیت بوده‌است.